# Antoine d'Agata
Antoine D'Agata és un fotògraf francès, nascut el 1961. Antoine d'Agata abandona França el 1983 per passar deu anys a l'estranger. Quan vivia a Nova York el 1990, el seu interès per la fotografia el porta a matricular-se al Centre internacional de fotografia, on té com a professors Larry Clark i Nan Goldin. Després de treballar a l'agència Magnum Photos de Nova York entre el 1991 i el 1992, Antoine d'Agata torna a França l'any següent i deixa la fotografia durant quatre anys. El 1998, es publica la seva primera obra, De Mala Muerte. El 2001, publica la seva segona obra, Hometown, amb la que guanya el premi Nièpce. El 2003, s'inaugura la seva exposició 1001 Nuits a París, paral·lelament a la publicació dels llibres Vortex i Insomnia. El 2004, s'incorpora a l'agència Magnum Photos i publica el seu cinquè llibre, Stigma. El 2005, abandona França per recórrer el món i des de llavors treballa en un projecte personal sobre la vida nocturna, en particular al Japó, on ha rodat el seu primer llargmetratge, Aka Ana.